# Tiger Airways Australia
Tiger Airways Australia was een Australische lowbudgetmaatschappij met haar thuisbasis in Melbourne. Het bediende voornamelijk Australische bestemmingen.

## Geschiedenis
Tiger Airways Australia is opgericht op 16 maart 2007 als lowbudgetmaatschappij. Het is een dochtermaatschappij van Tiger Airways. De eerste vlucht vond plaats op 23 november 2007. Op 3 juli 2013 is de maatschappij opgeheven.

## Incidenten
In juli 2011 werd de gehele vloot aan de grond gehouden door de Australische luchtvaartautoriteiten vanwege zorgen om de vliegveiligheid.

## Vloot
De vloot van Jetstar Airways bestaat uit:(juli 2011)
- 10 Airbus A320